# Moisselles
Moisselles egy község Franciaországban. Lakosainak száma 1259 fő (2022. január 1.).

## Földrajza
Moisselles Attainville, Baillet-en-France, Bouffémont, Domont és Ézanville községekkel határos.